# Lophocampa niveigutta
Lophocampa niveigutta là một loài bướm đêm thuộc phân họ Arctiinae, họ Erebidae.